# Monoamine

La noradrénaline, une monoamine neurotransmetteur.

Les monoamines sont des neurotransmetteurs dérivés d'acides aminés, comportant un groupement éthylamine (amine NH2 lié par un pont C2H5) lié à un noyau aromatique. On distingue notamment les catécholamines et les tryptamines (dont la sérotonine) respectivement dérivés de la tyrosine et du tryptophane. Leur localisation est principalement dans le système nerveux central, où ils jouent un rôle de neuromodulation. Les monoamines sont particulièrement impliquées dans la régulation des états de vigilance et de l'humeur. La fonction de la monoamine n'est pas claire, mais on pense qu'elle déclenche des éléments essentiels tels que les émotions, l'excitation et la cognition.  Leur dégradation se fait par les monoamine oxydases A et B. Une cellule possédant des monoamines est appelée cellule entérochromaffine.

## Lien avec les maladies mentales
Chez les personnes qui souffrent de dépression, la concentration en monoamines (et particulièrement en sérotonine) dans le cerveau semble plus basse que la moyenne. Selon l'hypothèse monoaminergique, ce déséquilibre serait à l'origine de la dépression.[réf. nécessaire]
On estime que chez les personnes bipolaires en phase maniaque, chez les psychotiques et chez les personnes atteintes de certains troubles sévères de la personnalité, l'activité monoaminergique est plus élevée.[réf. nécessaire] Cette dernière hypothèse reste à vérifier.

## Exemples
- Histamine
- Thyronamines, un nouveau groupe de composés dérivés d'hormones thyroïdiennes
- Catécholamines :
  - Dopamine (DA)
  - Noradrénaline (NA) ou norépinéphrine (NE)
  - Adrénaline (A) ou épinéphrine (Epi)
- Tryptamines :
  - Sérotonine (5-HT)
  - Mélatonine
- Amines trace :
  - β-phénylethylamine (PEA, β-PEA)
  - Tyramine
  - Tryptamine
  - Octopamine
  - 3-iodothyronamine